# Aurélie Kaci
Pour les articles homonymes, voir Kaci.
Aurélie Kaci est une joueuse de football française née le 19 décembre 1989 à Lyon, évoluant actuellement au Club América. Formée à l'Olympique lyonnais, elle débute au poste d'attaquante et recule progressivement au poste de milieu offensif, puis sur les côtés de la défense, ce qui fait d'elle une joueuse polyvalente.
Lors de son passage au Paris-Saint Germain, elle s'impose au poste de milieu défensive. Ses prestations solides et régulières lui permettent d'accéder à l'équipe nationale en 2013.

## Biographie

### Formation et débuts à l'OL (2006-2012)
Aurélie Kaci commence la pratique du football en catégorie poussins au club de l'ASCEM Villeurbanne et évolue avec les garçons jusqu'en catégorie U13. Elle rejoint la section féminine du FC Lyon en 2002, qui passe sous le giron de l'Olympique lyonnais lors de l'été 2004-2005.
Elle joue son premier match officiel avec l'Olympique lyonnais le 12 février 2006 lors des seizième de finale du Challenge de France contre le Besançon RC, une victoire six buts à un, où elle marque son premier but dès sa première apparition, à la 85e minute. Elle ne joue cependant aucun match de championnat cette saison-là.
Aurélie Kaci joue son premier match de 1re division le 3 septembre 2006 lors du match de la première journée de la saison 2006-2007 contre l'ASJ Soyaux, une victoire trois buts à zéro, en rentrant à la 79e minute à la place d'Aurélie Naud. Durant cette saison où elle est âgée de 16 ans seulement, elle apparait six fois sous le maillot lyonnais.
Les deux saisons suivantes, elle ne joue que quatre matchs de Division 1, mais évolue régulièrement avec la réserve du club en Division 3, où elle inscrit notamment douze buts en seize rencontres lors de la saison 2008-2009.
Aurélie Kaci gagne du temps de jeu lors de la saison 2009-2010 où elle joue quasiment tous les matchs de championnat. Elle inscrit son premier but, à la 33e minute de la rencontre remportée cinq buts à zéro, contre l'AS Saint-Étienne. Elle est la dernière joueuse en date native de Lyon à avoir inscrit un but lors de ce derby. Le 20 mai 2010, lors de la finale de la Ligue des Champions face au 1. FFC Turbine Potsdam, elle entre en jeu à la 70e minute de jeu. Le match se terminant sur un score nul et vierge au bout de la prolongation, la séance de tirs au but décide du vainqueur de la compétition. C'est le club allemand qui s'impose sept tirs au but à six. Lors de cette séance, elle réussit le troisième tir au but des Lyonnaises. 
Lors de la saison 2010-2011, repositionnée arrière droit par Patrice Lair pour pallier les graves blessures successives de Sandrine Dusang et de Corine Franco, elle s'impose ensuite à ce poste de la défense lyonnaise, mais peut aussi évoluer sur le côté gauche, de manière plus rare. Depuis le retour de ces titulaires, elle garde un bon temps de jeu malgré son statut de remplaçante.

### Départ au Paris Saint-Germain (2012-2015)

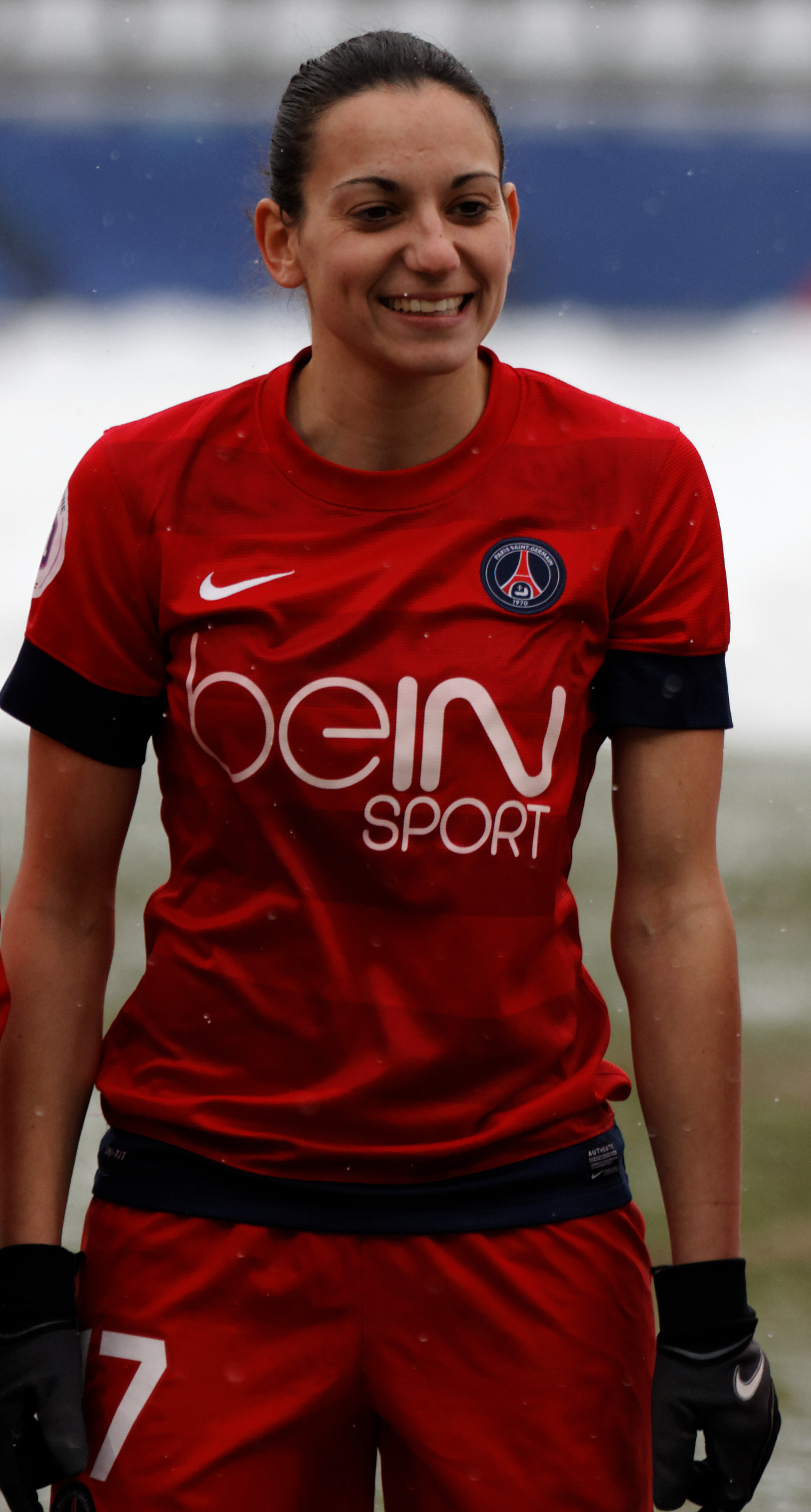
Aurélie Kaci lors de PSG-Toulouse en 2013.

En fin de contrat avec l'OL à l'issue de la saison 2011-2012, elle quitte libre son club formateur, puis s'engage avec le Paris Saint-Germain pour la saison 2012-2013. Elle retrouve également une ancienne lyonnaise, Shirley Cruz, avec qui elle forme rapidement le duo des milieux récupérateurs du club de la capitale et s'y impose rapidement comme une titulaire indiscutable.
Lors de la saison 2013/2014, pour sa deuxième saison au Paris Saint-Germain, elle continue sur sa lancée et réalise une saison pleine avec dix-neuf matchs joués. Le club de la capitale termine second du championnat derrière l'Olympique lyonnais. En Ligue des champions, les Parisiennes affrontent les suédoises du Tyresö FF en 16e de finale. Après avoir été battu à l'aller deux buts à un, elles ne parviennent pas à renverser la tendance au match retour qui se termine sur un score nul sans but, et sont donc éliminées . Leur adversaire atteint la finale de cette compétition où elle est battue par le VfL Wolfsbourg (3-4). Lors de cette double confrontation, Aurélie Kaci est titulaire au côté de Shirley Cruz dans le milieu parisien et dispute l'intégralité des deux rencontres.
Ses prestations régulières lui valent d'être convoquée pour la première fois en sélection nationale par Philippe Bergeroo, puis elle fait sa première apparition en équipe de France le 25 octobre 2013 face à la Pologne, rencontre remportée sur le score de six buts à zéro, où elle remplace Élise Bussaglia à la 58e minute du match. 
Lors de la saison 2014/2015, elle est un élément essentiel du dispositif de l'entraîneur parisien Farid Benstiti. En demi-finale aller de Ligue des Champions, face au club du VfL Wolfsbourg, elle obtient un penalty transformé par Sabrina Delannoy, victoire deux buts à zéro. Lors du match retour, elle ouvre le score dès la 6e minute du match et inscrit là son premier but dans cette compétition. Malgré la défaite deux buts à un, les Parisiennes atteignent la finale qu'elles disputent face au 1. FFC Francfort. Le 14 mai 2015 au Friedrich-Ludwig-Jahn-Sportpark de Berlin, le club parisien s'incline deux buts à un dans cette finale. Lors de cette finale, Aurélie dispute l'intégralité de la rencontre au poste de milieu défensive.
Grâce à ses prestations en club, elle est sélectionnée parmi les réservistes de l'équipe de France pour la Coupe du monde disputée au Canada. Elle doit cependant déclarer forfait à cause d'une blessure au quadriceps gauche.

### Retour à l'Olympique lyonnais (2015-2017)

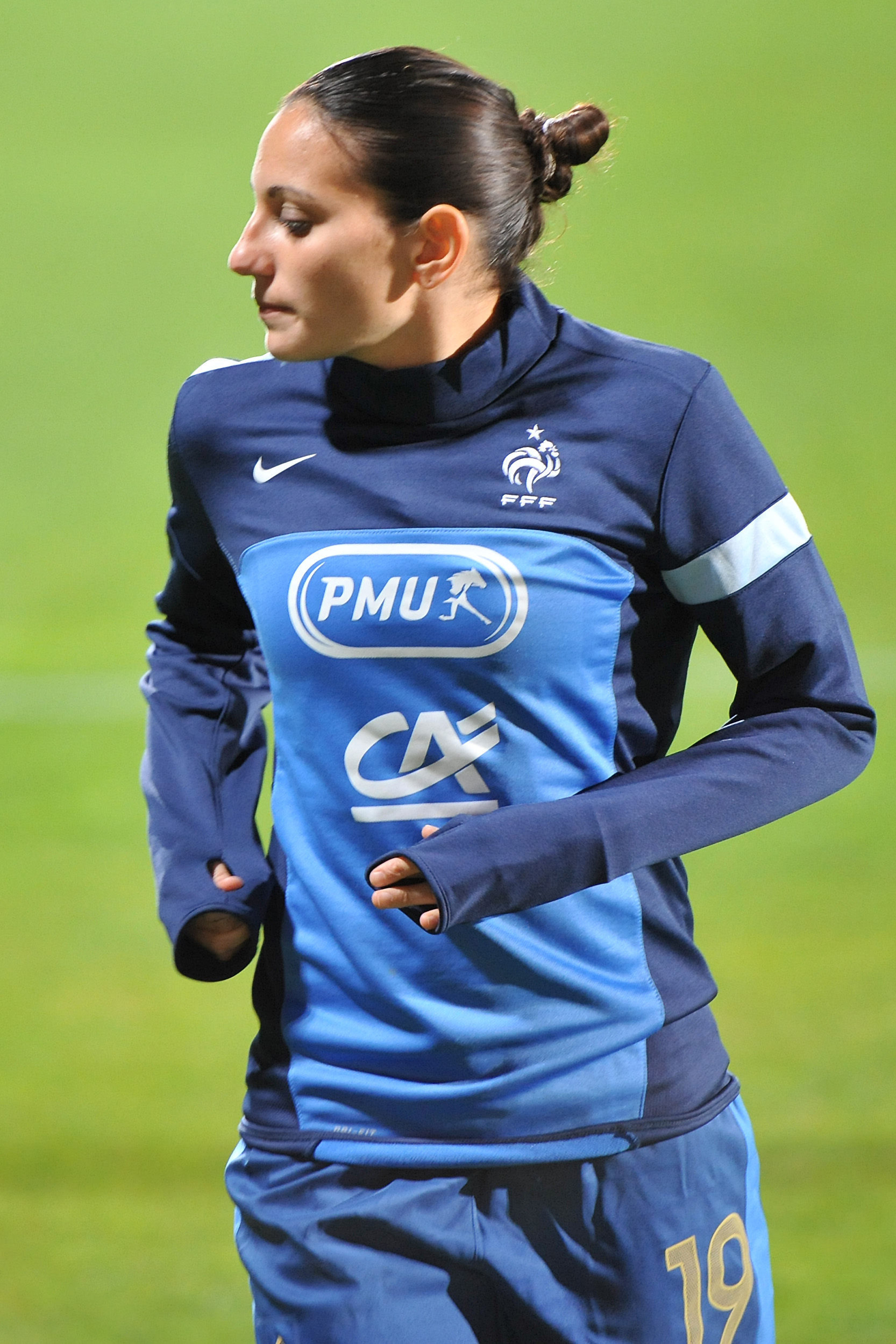
Aurélie Kaci en équipe de France

En juin 2015, Aurélie Kaci s'engage avec l'Olympique lyonnais pour deux saisons. Elle revient ainsi dans son club formateur. Lors de la saison 2015-2016, elle joue dix-sept matchs de championnat et effectue quatre passes décisives. Elle évolue principalement au poste de défenseure latérale droite dans le système de l'entraîneur Gérard Prêcheur. Malgré tout, elle dispute quelques rencontres au poste de milieu défensive au côté d'Amandine Henry et Camille Abily. 
Le 27 octobre 2015, lors d'un match de qualification pour le Championnat d'Europe 2017 face à l'Ukraine, victoire trois buts à zéro, Aurélie Kaci honore sa première titularisation en équipe nationale. Pendant la rencontre, elle effectue une passe décisive pour Élise Bussaglia à la 59e minute de jeu. Elle est ensuite présente dans la liste du sélectionneur pour la She Believes Cup mais ne joue aucune rencontre de la compétition amicale. Elle dispute la demi-finale de Ligue des Champions face au Paris Saint-Germain. Les Lyonnaises battent lourdement les Parisiennes sept buts à zéro au Parc OL devant 22 050 spectateurs, un record d'affluence pour un match de clubs de football féminin en France. Lors du match retour disputé au Parc des Princes, les joueuses de Gérard Prêcheur s'impose un but à zéro grâce à une réalisation de Lotta Schelin. Lors de cette rencontre, Aurélie évolue au poste de milieu défensive, comme lors du quart de finale retour face au Slavia Prague où elle avait notamment tiré sur la barre transversale.
Le 8 mai 2016, elle obtient son septième titre de championne de France avec l'Olympique Lyonnais après une victoire cinq buts à un, à l'extérieur, face à l'ASJ Soyaux. La semaine suivante, elle remporte la Coupe de France face au Montpellier HSC grâce à une victoire deux buts à un. Pendant cette compétition, elle inscrit notamment un doublé, lors de la victoire douze buts à zéro en seizième de finale face à Orvault SF, sur des passes d'Ada Hegerberg et Eugénie Le Sommer. 
Le 19 mai, lors d'un entrainement avec son club, elle se blesse gravement. Des examens révéleront une rupture du ligament croisé du genou et une absence comprise entre six et huit mois. Cette blessure l'a prive de la finale de la Ligue des champions ainsi que des Jeux olympiques à Rio de Janeiro. Présente pour encourager ses coéquipières lors de la finale européenne, elle voit son club l'emporter aux tirs au but face au VfL Wolfsbourg après un match nul, un but partout, dans le temps réglementaire.
À la suite de cette grave blessure, elle perd la confiance de l'entraîneur Gérard Prêcheur et ne jouera que 5 matchs lors de la saison 2016-2017. En fin de contrat avec l'OL, elle n'est pas prolongée par le club et sa seconde aventure lyonnaise s'achève.

### Nouvelle aventure en Espagne (2017-2019)
Le 8 juillet 2017, elle tente l'aventure à l'étranger, plus précisément en Espagne, et signe un contrat de 2 ans avec l'Atlético Madrid. Elle s'y impose peu à peu mais une nouvelle blessure va l'écarter des terrains pendant quelques semaines, puis retrouve une place de titulaire indiscutable lors de la seconde partie de saison. Elle inscrit son premier but en Primera División le 15 octobre face au Sporting Huelva (victoire 3-1), et surtout le tout premier but du club au Estadio Metropolitano à la 7e minute du match contre le Madrid CFF (2-2), le 17 mars 2018. Elle remporte son premier championnat d'Espagne mais ne réussit pas à décrocher le doublé, avec une défaite en finale de la Coupe de la Reine contre le Barça (0-1).
Après une seconde saison avec un temps de jeu quasiment identique, un nouveau championnat d'Espagne remporté mais une nouvelle fois finaliste en coupe, Aurélie annonce son départ du club sur son compte Twitter le 2 juillet 2019.

### Signature au CD Tacón (2019-2021)
Le 31 juillet 2019, Aurélie Kaci s'engage avec le CD Tacón qui deviendra le Real Madrid en 2020.

## Statistiques
| Saison                | Club                  | Championnat           | Championnat | Championnat | Coupe(s) nationale(s) | Coupe(s) nationale(s) | Compétition(s) continentale(s) | Compétition(s) continentale(s) | Compétition(s) continentale(s) | France | France | Total | Total |
| Saison                | Club                  | Division              | M.          | B.          | M.                    | B.                    | Comp.                          | M.                             | B.                             | M.     | B.     | M.    | B.    |
| 2005-2006             | Olympique lyonnais    | D1                    | 0           | 0           | 1                     | 1                     | -                              | -                              | -                              | -      | -      | 1     | 1     |
| 2006-2007             | Olympique lyonnais    | D1                    | 6           | 0           | 3                     | 1                     | -                              | -                              | -                              | -      | -      | 9     | 1     |
| 2007-2008             | Olympique lyonnais    | D1                    | 3           | 0           | 0                     | 0                     | UWC                            | 0                              | 0                              | -      | -      | 3     | 0     |
| 2008-2009             | Olympique lyonnais    | D1                    | 1           | 0           | 0                     | 0                     | UWC                            | 0                              | 0                              | -      | -      | 1     | 0     |
| 2009-2010             | Olympique lyonnais    | D1                    | 18          | 1           | 4                     | 2                     | WCL                            | 2                              | 0                              | -      | -      | 24    | 3     |
| 2010-2011             | Olympique lyonnais    | D1                    | 17          | 0           | 4                     | 0                     | WCL                            | 6                              | 0                              | -      | -      | 27    | 0     |
| 2011-2012             | Olympique lyonnais    | D1                    | 12          | 0           | 5                     | 1                     | WCL                            | 5                              | 0                              | -      | -      | 22    | 1     |
| Sous-total            | Sous-total            | Sous-total            | 57          | 1           | 17                    | 5                     | -                              | 13                             | 0                              | -      | -      | 87    | 6     |
| 2012-2013             | Paris Saint-Germain   | D1                    | 22          | 2           | 5                     | 0                     | -                              | -                              | -                              | -      | -      | 27    | 2     |
| 2013-2014             | Paris Saint-Germain   | D1                    | 16          | 1           | 0                     | 0                     | WCL                            | 2                              | 0                              | 1      | 0      | 19    | 1     |
| 2014-2015             | Paris Saint-Germain   | D1                    | 18          | 4           | 3                     | 0                     | WCL                            | 9                              | 1                              | 2      | 0      | 32    | 5     |
| Sous-total            | Sous-total            | Sous-total            | 56          | 7           | 8                     | 0                     | -                              | 11                             | 1                              | 3      | 0      | 78    | 8     |
| 2015-2016             | Olympique lyonnais    | D1                    | 17          | 0           | 5                     | 2                     | WCL                            | 8                              | 0                              | 3      | 0      | 33    | 2     |
| 2016-2017             | Olympique lyonnais    | D1                    | 1           | 0           | 4                     | 1                     | WCL                            | -                              | -                              | -      | -      | 5     | 1     |
| Sous-total            | Sous-total            | Sous-total            | 18          | 0           | 9                     | 3                     | -                              | 8                              | 0                              | 3      | 0      | 38    | 3     |
| 2017-2018             | Atlético Madrid       | 1.ª D                 | 19          | 2           | 4                     | 0                     | WCL                            | 1                              | 0                              | -      | -      | 24    | 2     |
| 2018-2019             | Atlético Madrid       | 1.ª D                 | 20          | 0           | 2                     | 1                     | WCL                            | 4                              | 0                              | -      | -      | 26    | 1     |
| Sous-total            | Sous-total            | Sous-total            | 39          | 2           | 6                     | 1                     | -                              | 5                              | 0                              | 0      | 0      | 50    | 3     |
| Total sur la carrière | Total sur la carrière | Total sur la carrière | 170         | 10          | 40                    | 9                     | -                              | 37                             | 1                              | 6      | 0      | 253   | 20    |

## Palmarès
Avec l'Olympique lyonnais
- Ligue des champions féminine de l'UEFA (4)
  - Vainqueur : 2011, 2012, 2016 et 2017
  - Finaliste : 2010
- Championnat de France de Division 1 (8)
  - Championne : 2007, 2008, 2009, 2010, 2011, 2012, 2016 et 2017
- Challenge de France / Coupe de France (3)
  - Vainqueur : 2012, 2016 et  2017
  - Finaliste : 2007

Avec le Paris Saint-Germain FC
- Ligue des champions féminine de l'UEFA
  - Finaliste : 2015

Avec l'Atlético de Madrid
- Championnat d'Espagne de Division 1 (2)
  - Championne : 2018 et 2019
- Coupe d'Espagne
  - Finaliste : 2018 et 2019